# Дрогобицько-Самбірська єпархія ПЦУ
Дрогобицько-Самбірська єпархія — єпархія Православної церкви України. Утворена внаслідок розділення Львівської єпархії УПЦ КП на дві частини: Львівську і Дрогобицьку (Постанова Синоду УПЦ КП 8 вересня 1992 року «Про розділення Львівської єпархії на дві частини: Львівську і Дрогобицьку»).

## Історія
Дрогобицько-Самбірська єпархія є одною зі спадкоємниць і правонаступниць найдавніших православних єпископських кафедр України — Перемишльської. Датою заснування Перемишльської єпархії прийнято вважати І пол. ХІІІ ст. (1219—1220 рр.). Однак, витоки адміністративної структури єпархії сягають часів далеко до офіційного Хрещення Руси-України. Як відомо, християнство на Галицьких землях ширилось завдяки сприятливого географічного розташування, активним контактам місцевого купецтва з країнами Сходу та Заходу, передусім — Візантією та південними слов'янами.
Включення Прикарпаття до складу Давньої Велико-Моравської держави зумовило появу на її теренах перших проповідників християнства — учнів просвітителів слов'ян братів Кирила та Мефодія. Таким чином, ще до Хрещення Руси-України 988 року східно-християнська традиція та греко-слов'янський обряд набули поширення на теренах Західноукраїнських землях.

Успенський собор у Самборі

Існує думка, що за часів Київського князя св. Володимира Великого на теренах Західної Руси-України могла бути заснована ним (або його сином Ярославом Мудрим) осібна Перемишльська єпархія. Підтвердженням цьому є віднайдені археологами початки храмового християнського будівництва в Перемишлі Х-ХІ ст., зокрема кам'яна церква-ротонда, відкрита в 1958—1960 роках археологічною експедицією під керівництвом А. Жакі на подвір'ї замку.
У 1982—1985 роках проводились повторні археологічні дослідження фундаментів храму, які засвідчили, що побудова цієї церкви разом з Перемишльським кам'яним палацом датується 2-ю половиною Х ст. або 18-30 роками ХІ ст. Вчена зробили висновок, що протягом ХІ — першої половини ХІІІ ст. церква-ротонда і палац входили до комплексу забудови князівського двору в Перемишлі.
Зважаючи на політико-адміністративне значення тогочасного Перемишля, можна припустити, що у самому Перемишлі та його околицях на той час могла існувати значно більша кількість християнських храмів. Також важливим аргументом можливого існування єпископської кафедри у Перемишлі є відкриття А. Жакі в 1959—1964 рр. решток церкви св. Іоана Хрестителя, побудованої на дитинці князем Володарем Ростиславовичем у 1119—1124 рр., у якій він і був похований в 1125 році. Перемишльська єпархія, як і інші єпархії давньої Руси після її хрещення, входила до складу Київської митрополії Константинопольського Патріархату.
У 1303—1347, 1371—1414 роках Перемишльська єпархія разом з єпископськими кафедрами: Галицькою, Володимирською, Луцькою, Туровською та Холмською, була прилучена до утвореної Галицької митрополії Константинопольського Патріархату. З 1422 року перемишльські єпископи, починаючи від Іллі (1421—1440 рр.), титулуються як «Перемишльські і Самбірські», а з 1668 р. від єпископа Антонія Винницького (1650—1679 рр.) і «Сяноцькі».

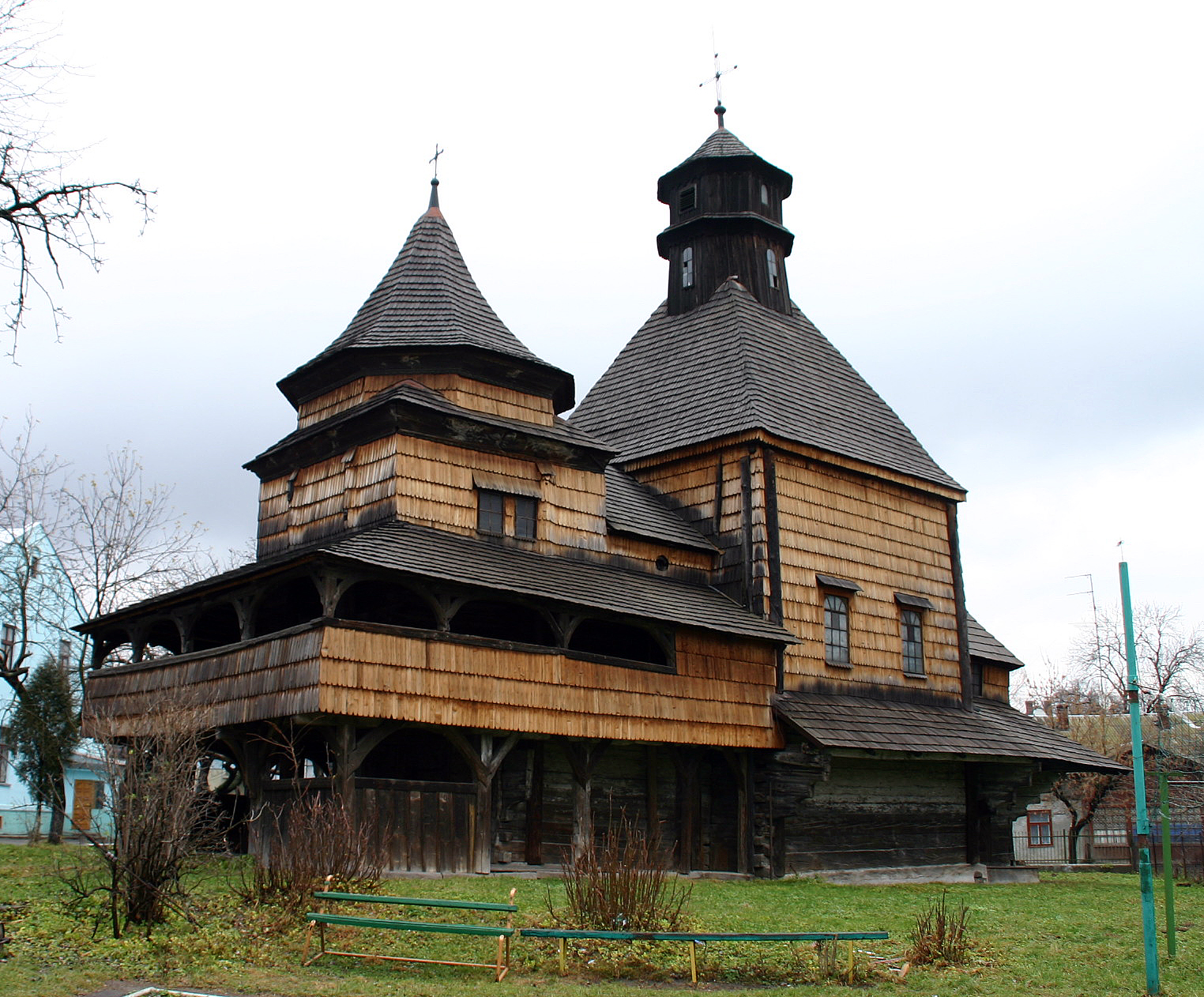
Храм-музей Воздвиження Чесного Животворящого Хреста Господнього у Дрогобичі

У Патріаршому, або Никонівському літописі, міститься повідомлення про самостійну Самбірську єпархію. Значення церковного центру стародавній Самбір здобув, безсумнівно, ще в часи політичної незалежності галицьких земель. Церковна традиція про окрему Самбірську єпископію знаходить підтвердження у грамоті 1422 року про розмежування королівських і монастирських земель у Самбірському повіті. На користь версії про стародавність Самбірської єпархії свідчить і факт поховання князя Лева у Спаському монастирі поблизу Самбора. Адже «де був князь, там повинен був бути і єпископ». Однак, це питання на сьогодні залишається відкритим.
В історичних джерелах збереглися імена трьох Самбірських єпископів: Авраама (1254), Євфимія (1292) і Антонія (1295). Після проголошення частиною Київської митрополії Берестейської унії з Римом 1596 р., Перемишльська єпархія залишалась вірною Святій Кафоличній Православній Церкві до 1691 року.
23 червня того ж року перемишльський єпископ Інокентій Винницький, будучи таємним уніатом, у Варшаві проголосив себе і всю православну паству Перемишльської єпархії приналежними до унії. Фактично, лише 28 квітня 1693 року, стараннями того ж єпископа, впроваджено унію у всій Перемишльській єпархії.
Після окупації Західної України військами СРСР 1939 року частина Перемишльської єпархії з єпископською столицею у Перемишлі відійшла до складу Польської Народної Республіки, а інша її частина — Самбірська, увійшла до складу УРСР. З усталенням кордону 1945 року відбувся перерозподіл областей і Самбір, як районний центр, увійшов до щойно утвореної Дрогобицької області. У 1946 році на території Дрогобицької області було створено Дрогобицько-Самбірську єпархію Російської православної церкви, як спадкоємницю давньої православної Перемишльської єпархії, а точніше її Самбірської частини.
У зв'язку з тим, 25 лютого 1946 року висвячено на єпископа Дрогобицького і Самбірського священика Михайла Мельника, доктора богослів'я. Після смерті єпископа 9 жовтня 1955-го, та внаслідок ліквідації Дрогобицької області у травні 1959 року, Дрогобицько-Самбірська єпархія увійшла до складу зорганізованої Львівсько-Тернопільської єпархії, з об'єднанням православних областей Львівської, Станіславської (нині Івано-Франківської), Дрогобицької та Тернопільської (1961 р.). Після проголошення незалежності України, розпочався активний рух за створення незалежної Автокефальної Помісної Української Православної Церкви.
Після Всеукраїнського Об'єднавчого Собору (червень 1992 року) між УАПЦ і УПЦ КП було вирішено відновити Дрогобицько-Самбірську єпархію, спадкоємницю давньої Української православної Перемишльської єпархії у складі незалежної Української Православної Церкви Київського Патріархату.

## Архіреї єпархії
Керуючі Дрогобицько-Самбірською єпархією:
- 8 вересня 1992 — 23 січня 1993 Андрій (Горак) (Львівська єпархія УПЦ (МП)).

- 23 січня 1993 — 7 вересня 1994 Іоан (Боднарчук).

- 4 грудня 1994 — 13 грудня 2006 Феодосій (Пецина).

- 17 грудня 2006 — 23 січня 2012 Матфей (Шевчук).

- 25 січня 2012 — 8 березня 2013 Михаїл (Боднарчук).

- ( з 8 березня 2013 Яків (Макарчук).[2]

## Сьогодення
Дрогобицько-Самбірська єпархія поділена на десять благочинь, або благочинних округів (районів) на чолі з благочинними.
Межі благочинь встановлено відповідно до державно-територіального поділу Львівської області. До єпархії належать такі райони Львівської області: Дрогобицький, Жидачівський, Миколаївський, Мостиський, Самбірський, Сколівський, Старосамбірський, Стрийський, Турківський, Яворівський.
Станом на 1 січня 2019 року Дрогобицько-Самбірська єпархія ПЦУ нараховує:
- парафій — 216;
- священнослужителів — 179;

На території єпархії діють:
- братства;
- сестринства;
- недільні школи;
- молодіжні братства.

При єпархіальному управлінні діють такі відділи:
- Сім'ї та молоді;
- Духовно-патріотичного виховання у зв'язках із Збройними Силами та іншими військовими формуваннями;
- Історичної пам'яті та духовної спадщини Дрогобицько-Самбірської єпархії.
- Видавничий;
- Прес-служба.

Видавався щомісячний часопис «Єпархіальний вісник» з 1 січня 2004 року по 2011 року друкований орган Дрогобицько-Самбірської єпархії. Головним редактором був — канцлер Дрогобицько-Самбірської єпархії митрофорний протоієрей Микола Біляк

## Монастирі єпархії
- чоловічий монастир на честь святого Іоанна Предтечі м. Дрогобич вул. Трускавецька 56. Настоятель архімандрит Никон (Бандурович).

## Храми єпархії

### Дрогобицьке благочиння
- благочинний митр. прот. Ігор Пулик
- м. Борислав, Церква святої Анни, настоятель: прот. Ігор Ткачів
- м. Борислав, Церква Пресвятої Трійці, настоятель: прот. Олексій Столяр
- с. Верхній Дорожів, церква Св. Івана Хрестителя [Архівовано 19 липня 2020 у Wayback Machine.] 1895, церква Св. Юрія [Архівовано 19 липня 2020 у Wayback Machine.] 1855, настоятель: митр. прот. Діонісій Левицький
- с. Верхні Гаї, Церква Пресвятої Трійці, настоятель прот.
- с. Волоща, Церква Архистратига Михаїла, настоятель: прот. Мар'ян Харчук
- м. Дрогобич, Кафедральний Собор Стрітення Господнього, настоятель: прот. Йосип Усик клірики: прот. Петро Дідич, протодиякон Іван Березовий, диякон Віталій Ковалишин.
- с. Меденичі церква Успіння Пресвятої Богородиці, настоятель митр. прот. Мирослав Яремкович
- с. Нагуєвичі церква перенесення мощей святителя Миколая, настоятель митр. прот. Андрій Безушко
- с. Опарі, Церква Введення Пресвятої Богородиці, настоятель: свящ. Василь Цап
- смт. Підбуж церква Собору св. пророка і Хрестителя Івана (1828), митр. прот. Іван Альмес
- с. Ріпчиці Церква Зіслання Святого Духа, митр. прот. Роман Цап
- с. Смільна церква Воздвиження Хреста Господнього, настоятель прот. Микола Малий
- с. Сторона церква св. Миколая Чудотворця, настоятель прот. Федір Гудзар
- м. Стебник церква Архистратига Михаїла, настоятель прот. Михайло Комарницький
- м. Трускавець церква прп. Агапіта Печерського. настоятель прот. Петро Потоцький
- м. Трускавець церква Благовіщення Пресвятої Богородиці, настоятель митр. прот. Ігор Пулик

### Жидачівське благочиння
- благочинний митр. прот. Стефан Гарасимів
- м. Жидачів церква Всіх Святих настоятель митр. прот. Стефан Гарасимів
- с. Межиріччя церква Покрови Пресвятої Богородиці настоятель митр. прот. Роман Б'єган
- с. Піддністряни церква св. Костянтина і Олени (1891) настоятель прот. Іван Михальчак
- с. Сидорівка церква св. влмч. Димитрія Солунського настоятель прот. Петро Бойчин

### Миколаївське благочиння
- благочинний прот. Борис Ляхович
- м. Миколаїв церква Різдва Пресвятої Богородиці настоятель прот. Борис Ляхович
- с. Березина церква, настоятель прот. Ігор Фока
- с. Вербіж церква, настоятель прот. Микола Сліпецький
- с. Добряни церква, настоятель:Михайло Купців
- с. Київець церква св. Василія Великого, настоятель — митр. прот. Іван Майкут
- с. Колодруби церква настоятель прот. Ігор Денікевич
- смт. Розділ церква настоятель прот. Василь Хомин
- с. Тернопілля церква св. ап. Петра і Павла, настоятель:

### Мостиське благочиння
- благочинний прот. Ярослав Качмар
- с. Годині церква покладення чесної ризи Пресвятої Богородиці настоятель прот. Володимир Городецький
- с. Раденичі церква Успіння Пресвятої Богородичі настоятель митр. прот. Миколай Різничок

### Сколівське благочиння

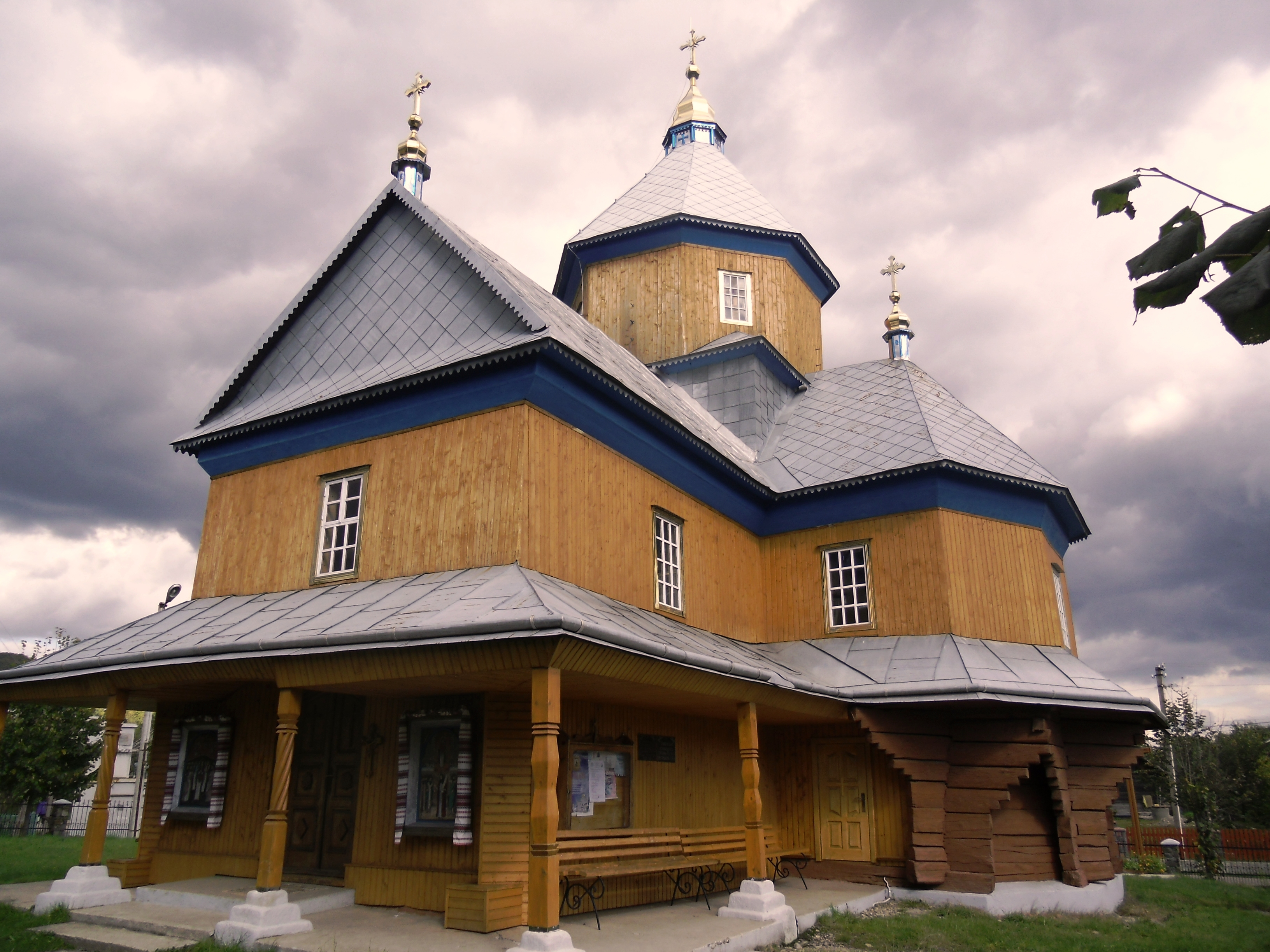
Церква Успіння Пресвятої Богородиці с. Нижнє Синьовидне

- благочинний митр. прот. Юрій Еліяшевський
- м. Сколе, Церква Архистратига Михаїла настоятель: митр. прот. Юрій Еліяшевський
- смт. Верхнє Синьовидне, Церква Георгія Побідоносця настоятель: ієрей Ігор Борак
- с. Верхня Рожанка, Церква Зіслання Святого Духа, настоятель: протоієрей Ярослав Левицький
- с. Завадка, Церква Святого Архистратига Михаїла настоятель:
- с. Нижнє Синьовидне, Церква Успіння Пресвятої Богородиці настоятель: прот. Ігор Салабай
- с. Нижня Рожанка, Церква Богоявлення Господнього настоятель:
- с. Крушельниця, Церква Пресвятої Трійці настоятель: прот. Михайло Онищук
- с. Крушельниця, Церква Різдва Пресвятої Богородиці настоятель: прот. Павло Кузьович
- с. Крушельниця, Церква Святого Духа настоятель: прот. Павло Кузьович
- с. Орявчик, Церква Богоявлення Господнього настоятель: прот. Ярослав Левицький
- с. Росохач церква Покрови Пресвятої Богородиці настоятель: митр. прот. Володимир Марцинів
- с. Труханів, Церква Святого Миколая настоятель: ієрей Тарас Заяць
- с. Ямельниця, Церква Івана Богослова настоятель: прот. Андрій Перун
- с. Підгородці, Церква св.кн.Володимира із жовтня 2018 р. настоятель: прот. Павло Кузьович.

### Самбірське благочиння
- благочинний митр. прот. Микола Бухній
- с. Бабина церква св. ап. Івана Богослова, настоятель: прот. Володимир Припін
- с. Бісковичі, церква св. прп. Онуфрія Великого (2008), настоятель: митр. прот. Богдан Лернатович
- с. Вістовичі, церква Різдва Пресвятої Богородиці, настоятель: митр. прот. Юрій Кузбита
- с. Воля-Блажівська, церква святителя Миколая, настоятель: митр. прот. Роман Вовкунович
- с. Викоти, церква Покрови Пресвятої Богородиці, настоятель: митр. прот. Михайло Цюпка
- смт. Дубляни, церква святої рівноапостольної княгині Ольги, настоятель: прот. Михайло Яремкович
- с. Загір'я церква Покрови Пресвятої Богородиці, настоятель: прот. Богдан Побурчак
- с. Задністря церква Введення в храм Пресвятої Богородиці, настоятель: прот. Анатолій Драб
- с. Луки церква Трьох святих, настоятель: прот. Роман        Даньчівський
- с. Майнич, церква Покрови Пресвятої Богородиці, настоятель: прот. Михайло Яремкович
- с. Михайлевичі, церква святителя Миколая, настоятель: митр. прот. Михайло Хить
- м. Новий Калинів церква св. кн. Володимира, настоятель: митр. прот. Ярослав Фабіровський
- с. Нагірне церква св. влмч. Димитрія Солунського, настоятель: митр. прот. Василь Бухній
- с. Никловичі церква, настоятель: прот. Богдан Миштор
- с. Орховичі, церква святого великомученика Юрія Переможця, настоятель: прот. Богдан Побурчак
- с. Погірці, церква, настоятель: митр. прот. Микола Мащак
- с. Подільці, церква, настоятель: митр. прот. Микола Мащак
- с. Ралівка, церква Покрови Пресвятої Богородиці, настоятель: митр. прот. Володимир Лернатович
- м. Самбір, церква Успіння Пресвятої Богородиці, настоятель: митр. прот. Олександр Швець
- м. Самбір церква св. архидиякона Степана, настоятель: прот. Андрій Кубай
- м. Самбір церква св. ап. Филипа, настоятель: прот. Віталій Новаківський
- м. Самбір церква святителя Павла Конюшкевича, настоятель: митр. прот. Микола Бухній
- c. Сприня церква святителя Миколая, настоятель: прот. Роман Вовкунович
- с. Хлопчиці, церква, настоятель: митр. прот. Іван Побурчак
- с. Чайковичі, Церква святого Івана Хрестителя, настоятель: прот. Василь Попович
- с. Чуква церква Різдва Пресвятої Богородиці, настоятель: митр. прот. Василь Бухній
- с. Шептичі церква Успіння Пресвятої Богородиці, настоятель: митр. прот. Юрій Кузбита

### Старосамбірське благочиння
- благочинний митр. прот. Іоан Білик
- м. Старий Самбір церква святителя Миколая, настоятель митр. прот. Іоан Білик
- с. Биличі церква св. безсреблеників Косми і Даміана, настоятель прот. Роман Вістак
- с. Бусовисько церква Собор Пресвятої Богородиці, настоятель  прот. Іван Білик
- м. Добромиль церква Зіслання Святого Духа, настоятель митр. прот. Степан Гринів, прот. Богдан Кащук
- с. Букова церква св. Великомученика Димитрія Солунського, настоятель митр. прот. Дмитро Яворський
- с. Лютовиська церква прп. Параскеви Сербської, настоятель митр. прот. Дмитро Яворський
- с. Страшевичі церква Воздвиження Чесного Животворящого Хреста Господнього, настоятель митр. прот. Іван Циквас
- с. Ясениця - Замкова церква Собору Архістратига Михаїла, настоятель митр. прот. Ярослав Грица
- с. Муроване церква святителя Миколая, настоятель митр. прот. Багдан Федак, прот. Іван Федак
- с. Лопушанка - Хомина церква святителя Чудотворця Миколая, настоятель митр. прот. Степан Бандура
- с. Топільниця церква Успіння Пресвятої Богородиці, настоятель митр. прот. Степан Бандура
- смт. Нижанковичі церква св. Трійці, настоятель прот. Ігор Гудз
- с. Заболотці церква Стрітення Господнього, настоятель прот. Ігор Гудз
- с.Велюничі церква Введення в храм Пресвятої Богородиці, настоятель прот. Ігор Гудз
- с. Березів церква святого ап. Івана Богослова, настоятель  прот. Василь Андрейків
- м. Хирів церква Різдва Пресвятої Богородиці, настоятель митр. прот. Миколай Сваволя
- с. Слохині церква Собору Пресвятої Богородиці, настоятель митр. прот. Миколай Сваволя
- смт. Стара Сіль церква Світлого Воскресіння Христового, настоятель прот. Миколай Корольчук
- с. Велика - Сушиця церква Положення Ризи Пресвятої Богородиці, настоятель митр. прот. Степан Тріска
- с. Поляна церква святителя Миколая, настоятель митр. прот. Степан Тріска
- с. Ріп'яна церква св. Архістратига Михаїла, настоятель митр. прот. Ігор Дудик
- с. Смерічка церква св. ап. Петра і Павла, настоятель митр. прот. Ігор Дудик
- с. Торчиновичі церква св. Великомученика Юрія Переможця, настоятель митр. прот. Богдан Лернатович
- с. Бачина церква св. Трійці, настоятель митр. прот. Богдан Лернатович
- с. Городовичі церква Собору Пресвятої Богородиці, настоятель митр. прот. Петро Гальчишак
- с. Грозьово церква Богоявлення Господнього, настоятель прот. Миколай Пагулич
- с. Дністрик церква святого Івана Хрестителя, настоятель прот. Миколай Пагулич
- с. Катина церква Собору Пресвятої Богородиці, настоятель митр. прот. Степан Габадин
- с. Лібухова церква Покрови Пресвятої Богородиці (1819), настоятель  прот. Степан Габардин
- с. Скелівка церква св. Безсрібників Косьми і Даміана, настоятель митр. прот Роман Гальчишак
- с. Сусідовичі церква Різдва Пресвятої Богородиці, настоятель митр. прот Роман Гальчишак
- с. Мігово церква Успіння Пресвятої Богородиці, настоятель митр. прот. Володимир Зелінка
- с. Велике церква Різдва Пресвятої Богородиці, настоятель митр. прот. Володимир Зелінка
- с. Біличі - Горішні церква Чуда Архістратига Михаїла в Хонах, настоятель митр. прот. Ігор Топорович
- с. Біличі - Долішні церква Архістратига Божого Михаїла, настоятель прот. Василь Мушинський
- с. Терло церква Різдва Пресвятої Богородиці (1872), настоятель  митр. прот. Ігор Знак
- с. Лопушниця церква прп. Параскеви Сербської, настоятель митр. прот. Ігор Знак
- с. Созань церква Архістратига Божого Михаїла, настоятель прот. Петро Пазак

### Стрийське благочиння
- благочинний прот. Йосиф Дорошевич
- м. Моршин церква Покрови Пресвятої Богородиці, настоятель митр. прот. Йосип Дорошевич
- с. Подорожнє церква Богоявлення Господнього, настоятель прот. Михайло Ясмельницький

### Турківське благочиння
- благочинний митр. прот. Роман Кавчак
- с. Бітля церква святого Миколая, настоятель: прот. Михайло Завущак
- с. Вовче церква св. влмч. Димитрія Солунського, настоятель: митр. прот. Роман Кавчак
- с. Жукотин церква св. влмч. Пантелеймона, настоятель: архімандрит Пантелеймон (Староста)
- смт. Бориня церква Всіх Святих Українських, настоятель:
- с. Нижня Яблунька церква Преображення Господнього, настоятель митр. прот. Богдан Малий
- с. Нижня Яблунька церква Різдва Пресвятої Богородиці настоятель: митр. прот. Роман Цап
- с. Верхня Яблунька церква Пресвятої Тройці, настоятель: митр. прот. Йосиф Пограничний
- с. Боберка церква Свято-Вознесенська (1913), настоятель: митр. прот. Роман Цап
- м. Турка церква Свято-Покровська, настоятель: прот. Михаїл Благун
- м. Турка, Церква святого Миколая, настоятель митр. прот. Ігор Стецишин
- с. Сянки церква Свято-Вознесенська, настоятель: прот. Василь Квич
- с. Ільник церква Святого Духа, настоятель: прот. Роман Гобрей
- с. Шум'яч настоятель: митр. прот. Роман Уруський
- с. Завадівка настоятель: прот. Олександр Комарницький
- с. Закіпці церква Собору Пресвятої Богородиці, настоятель: прот. Роман Гобрей
- с. Верхнє настоятель: прот. Іван Москаль
- с. Нижнє Висоцьке настоятель прот. Роман Роль
- с. Верхнє Висоцьке настоятель: митр. прот. Федір Савчак
- с. Карпатське, Церква святого Архистратига Михаїла, настоятель: прот. Михайло Купців
- с. Комарники церква Різдва св. пророка Івана Хрестителя, настоятель: прот. Володимир Федак
- с. Либохора настоятель: митр. прот. Іван Булельо.
- с. Верхнє Гусне церква Собору Пресвятої Богородиці, настоятель: із червня 2018 р. протоірей Іван Гайванович.
- с. Нижнє Гусне церква Пресвятої Трійці, настоятель: із червня 2018 р. протоірей Іван Гайванович.
- с. Шандровець церква Архистратига Михаїла настоятель: прот. Ігор Цих
- с. Явора церква настоятель: митр. прот. Василь Данилів
- с. Лосинець церква св. влмч. Димитрія Солунського, настоятель: прот. Михайло Гаврилів

### Яворівське благочиння
- благочинний митр. прот. Назарій Дадак
- м. Новояворівськ церква Покрови Пресвятої Богородиці настоятель митр. прот. Іван Березовий, сотрудники: митр. прот. Іван Цап, прот. Назарій Колиняк
- с. Віжомля церква Воскресіння Христового настоятель прот. Михайло Малахівський
- с. Воля-Добростанська церква Успіння Пресвятої Богородиці, настоятель: ієрей Дмитро Борейко
- с. Вороців церква св. Анни настоятель митр. прот. Антоній Балух
- с. Грушів церква Арх. Михаїла настоятель прот. Роман Івасейко
- смт. Івано-Франкове церква св. рівноп. князя Володимира настоятель митр. прот. Назарій Дадак
- с. Молошковичі церква Різдва Пресвятої Богородиці настоятель прот. Василь Івасейко
- с. Мужиловичі церква Свято-Михайлівська настоятель митр. прот. Михайло Цебенко
- с. Новий Яр церква св. Параскеви Сербської (1516) настоятель прот. Василь Івасейко
- с. Немирів церква св. влмч. Димитрія Солунського настоятель: прот. Роман Сироїд
- с. Наконечне церква Успіння Пресвятої Богородиці настоятель: митр. прот. Богдан Хархаліс
- с. Підрясне церква Покрови Пресвятої Богородиці настоятель митр. прот. Антоній Балух
- с. Поріччя, церква Успіння Пресвятої Богородиці, настоятель прот. Микола Ревуцький
- с. Прилбичі, Церква Собору Пресвятої Богородиці (1654) настоятель митр. прот. Ігор Глушак
- с. Роснівка церква Покрови Пресвятої Богородиці, настоятель: прот. Віктор Живицький
- с. Страдч церква св. ап. Петра і Павла настоятель: прот. Миколай Ревуцький
- с. Кам'янобрід церква Успіння Пресвятої Богородиці настоятель прот. Роман Гладкий
- с. Ямельня церква Арх. Михаїла настоятель прот. Василь Ревуцький